# Mykoła Wełyczkiwski
Mykoła Wełyczkiwski (ukr. Микола Величківський, ur. 20 stycznia?/1 lutego 1882 w Żytomierzu, zm. 1 lipca 1976 w Nowym Jorku) – ukraiński działacz polityczny, profesor Uniwersytetu Kijowskiego, ekonomista.
Po ataku Niemiec na ZSRR nawiązał kontakty z OUN-M. 5 października 1941 utworzył Ukraińską Radę Narodową w Kijowie, której objął przewodnictwo. Ogłosił Andrija Melnyka jedynym prawowitym szefem rządu ukraińskiego.
Później uruchomił za okupacji w Kijowie Instytut ekonomiki i statystyki. W 1942 Rada została rozwiązana przez władze niemieckie, wyjechał on wtedy na Zachodnią Ukrainę.
29 kwietnia 1944 Ukraińska Rada Narodowa wraz z przedstawicielami Sejmu Karpackiej Ukrainy utworzyła pod patronatem OUN-M Wszechukraińską Radę Narodową pod przewodnictwem Mykoły Wełyczkiwskiego. Była to odpowiedź na utworzenie UHWR przez banderowców. Zastępcami Wełyczkiwskiego zostali metropolita Andrzej Szeptycki i Augustyn Sztefan. Po nieudanych próbach zawarcia porozumienia z UHWR w Bratysławie w jesieni 1944 działalność Rady osłabła, a od 1946 organizacja działała na emigracji.
Po wojnie Wełyczkiwskyj wyemigrował do USA.